# Zvi Zeitlin
Zvi Zeitlin (Dubroŭna, 21 febbraio 1922 – Rochester, 2 maggio 2012) è stato un violinista e insegnante russo naturalizzato statunitense.

## Biografia
Zvi Zeitlin, figlio di un medico e violinista dilettante, nacque a Dubroŭna (ora in Bielorussia). Emigrato in Palestina, iniziò a studiare il violino con Alicia Velikosky. Nel 1934 Zeitlin vinse una borsa di studio, per continuare gli studi con Sascha Jacobsen alla Juilliard School di New York. Ritornato in Palestina, Zeitlin continuò a studiare all'Università Ebraica di Gerusalemme.
Nel 1940 fece il suo debutto con l’Orchestra sinfonica della Palestina.
Dopo la seconda guerra mondiale, tornò alla Juilliard School per perfezionarsi con Louis Persinger e Ivan Galamian. Fece il suo primo recital nel 1951 alla Town Hall di New York.
Conclusi gli studi e avviata la carriera da solista, poco alla volta Zeitlin si specializzò nella musica del Novecento, tanto che Gunther Schuller, Paul Ben-Haim, Sverre Jordan e Carlos Surinach scrissero composizioni per lui.
Zeitlin fu il primo violinista a registrare integralmente le Caprice Variations (1970) di George Rochberg, e uno dei pochi violinisti della sua generazione a mettere nel proprio repertorio il Concerto di Arnold Schönberg.
Zeitlin insegnò per 45 anni alla Eastman School of Music dell'Università di Rochester. Dal 1976 al 1982, Zeitlin fece parte con Barry Snyder e Robert Sylvester del Trio Eastman. Nel 1962 la famiglia Lionel Perera gli donò un Giuseppe Guarneri del Gesù "Principe Doria" del 1734.